# Zaozersk
Huyện Zaozersk (tiếng Nga: ? райо́н) là một huyện hành chính tự quản (raion), của Tỉnh Murmansk, Nga. Huyện có diện tích RU.MM.KL kilômét vuông, dân số thời điểm ngày 1 tháng 1 năm 2000 là 14300 người. Trung tâm của huyện đóng ở Zaozersk.